# Haarhausen (Hilchenbach)
Haarhausen ist ein Ortsteil des Hilchenbacher Stadtteils Allenbach.

## Geographie
Haarhausen ist im nordöstlichen Teil Allenbachs, südlich von Hilchenbach und westlich von Vormwald gelegen. Der Ortsteil liegt an der Ferndorf.

## Geschichte
Haarhausen wurde erstmals am 27. April 1248 erwähnt. Dort wurde vom Rat der Stadt Siegen die Güterübereignung seitens „Henricus dictus de Harhusen una cum beckina dic-ta Haczege“ an die Predigerbrüder in Koblenz kundgetan. Andere Quellen geben das Jahr 1417 als Zeitpunkt an, in dem dort erstmals eine Siedlung urkundlich verzeichnet worden ist. Die Bezeichnung lautete darin „Bielchin van Horhusen“. Für das Jahr 1467 ist überliefert, dass Haarhausen dem Amt und Gericht Hilchenbach angehörte. Mindestens bis in die Zeit der Reformation war Haarhausen dem Kirchspiel Hilchenbach zugehörig. Später gehörte der Ort als eigenständige Gemeinde dem Amt Keppel an. Im 19. Jahrhundert existierte in Haarhausen eine Wegegeld- bzw. Zollstelle. Am 1. August 1930 erfolgte die Eingemeindung Haarhausens nach Allenbach.